# Wraxall and Failand
Pour les articles homonymes, voir Wraxall et Failand.
Wraxall and Failand est une paroisse civile du Somerset, en Angleterre.